# Trawlery typu B 18
Trawlery typu B 18 – polskie motorowe (napęd spalinowy bezpośredni ze śrubą nastawną) trawlery-przetwórnie (zwane też trawlerami-zamrażalniami) wyprodukowane w latach 1964–1968 przez Stocznię im. Komuny Paryskiej (Gdynia) w liczbie 8 sztuk dla przedsiębiorstwa Odra ze Świnoujścia.
Załogę stanowiło 88 osób. Tonaż jednostek wynosił 3096 RT brutto, długość 81,81–82,04 m, moc maszyn 2250 KM, a rozwijana prędkość dochodziła do 14 węzłów. Statki operowały praktycznie wyłącznie na łowiskach szelfu Afryki i północno-zachodniego Atlantyku. Używały włoków dennych śledziowych i włoków pelagicznych (tych drugich począwszy od 1966). 
Kolejno oddawano do użytku następujące jednostki (nazwy reprezentowały głównie pochodzenie ichtiologiczne): Finwal, Foka, Orka, Płetwal (1964), Homar (1965), Langusta (1966), Narwal (1967), Kaszalot (1968).